# Livada, Arad
Livada este satul de reședință al comunei cu același nume din județul Arad, Crișana, România.

## Așezare
Localitatea este situată în apropierea municipiului Arad, la o distanță de 9 km în nordul acestuia.
Localitate suburbană a Aradului, este ușor accesibilă pe drumul național Arad - Oradea. Cea mai apropiată stație de cale ferată, este cea din Arad.

## Istoric
Pe acest teritoriu a fost descoperit, în urma unor săpături, un târnăcop cu brațele în cruce, din perioada neolitică.

Satul Livada, este atestat și din în anul 1843, în urma unei colonizări germane. Denumită inițial Fakert, a mai purtat și numele de Baumgarten.
O imigrare masivă din partea românilor, se face simțită abia ulterior celui de al II-lea război mondial.

## Economia
Deși economia este predominant agrară, în prezent se înregistrează o dinamică puternică, cu creșteri importante semnalate în toate sectoarele de activitate. Apropierea localității de municipiul Arad, a făcut posibilă dinamizarea serviciilor și intensificarea relațiilor economice cu orașul.

## Turism
Livada nu iese în evidență cu elemente spectaculoase ale fondului turistic natural și antropic.